# 索波特音乐节
索波特音乐节是在波兰索波特举行的年度音樂節與歌唱比賽，於1961年由瓦迪斯瓦夫·斯皮爾曼發起創辦。 前三届音乐节（1961-1963）均在格但斯克造船厂大厅举行，之后音乐节移至索波特舉辦。